# 袁心玥
袁 心玥（えん しんげつ、中文:同じ、ラテン翻記:Yuan Xinyue、1996年12月21日 - ）は、中国の女子バレーボール選手である。中華人民共和国代表。

## 来歴
2013年のユース世界選手権でMVPおよびベストミドルブロッカー賞を獲得、2014年にはシニア代表に抜擢されバレーボール・ワールドグランプリでシニア大会デビューを果たした。

## 所属クラブ
- 八一女子排球（2014-2020年）
- 広東恒大女子排球（2021-2024年）
- ワクフバンクSK（2024年-）

## 球歴
- 中華人民共和国ユース代表 - 2012-2013年
- 中華人民共和国シニア代表 - 2014年-
  - オリンピック - 2016年（金メダル）
  - 世界選手権 - 2014年（銀メダル）、2018年（銅メダル）
  - ワールドカップ - 2015年（金メダル）
  - グラチャン - 2017年（金メダル）

## 受賞歴
- 2013年 - 第13回ユース世界選手権 MVP、ベストミドルブロッカー賞
- 2017年 - グラチャン セカンドミドルブロッカー賞

## 参考
- FIVB 公式プロフィール